# 나의 이브
《나의 이브》는 1991년 3월 8일에 방영한 KBS 드라마게임이다.

## 줄거리
석태는 교내방송국 선배인 유미를 짝사랑하지만, 유미는 재현과 열애중이다. 석태는 유미에 대한 가슴앓이로 방황하고 이를 지켜보던 친구 호영은 유미를 단념하라고 따끔하게 충고한다. 그러던 어느날 재현과 만나고 밤늦게 귀가를 하던 유미는 치한에게 폭행을 당한다. 이 사실을 안 석태는 유미보다 더 분노하고 괴로워한다.

## 등장 인물

### 주요 인물
- 김혜수 : 강유미 역
- 박진성 : 재현 역
- 신영재 : 석태 역

### 그 외 인물
- 전원석 : 석태의 친구 역
- 남주희 : 유미의 친구 역
- 사미자 : 유미의 어머니 역
- 백윤식 : 신경정신과 의사 역
- 박홍규
- 윤영민
- 안동석